# Эдо Вимкен-старший

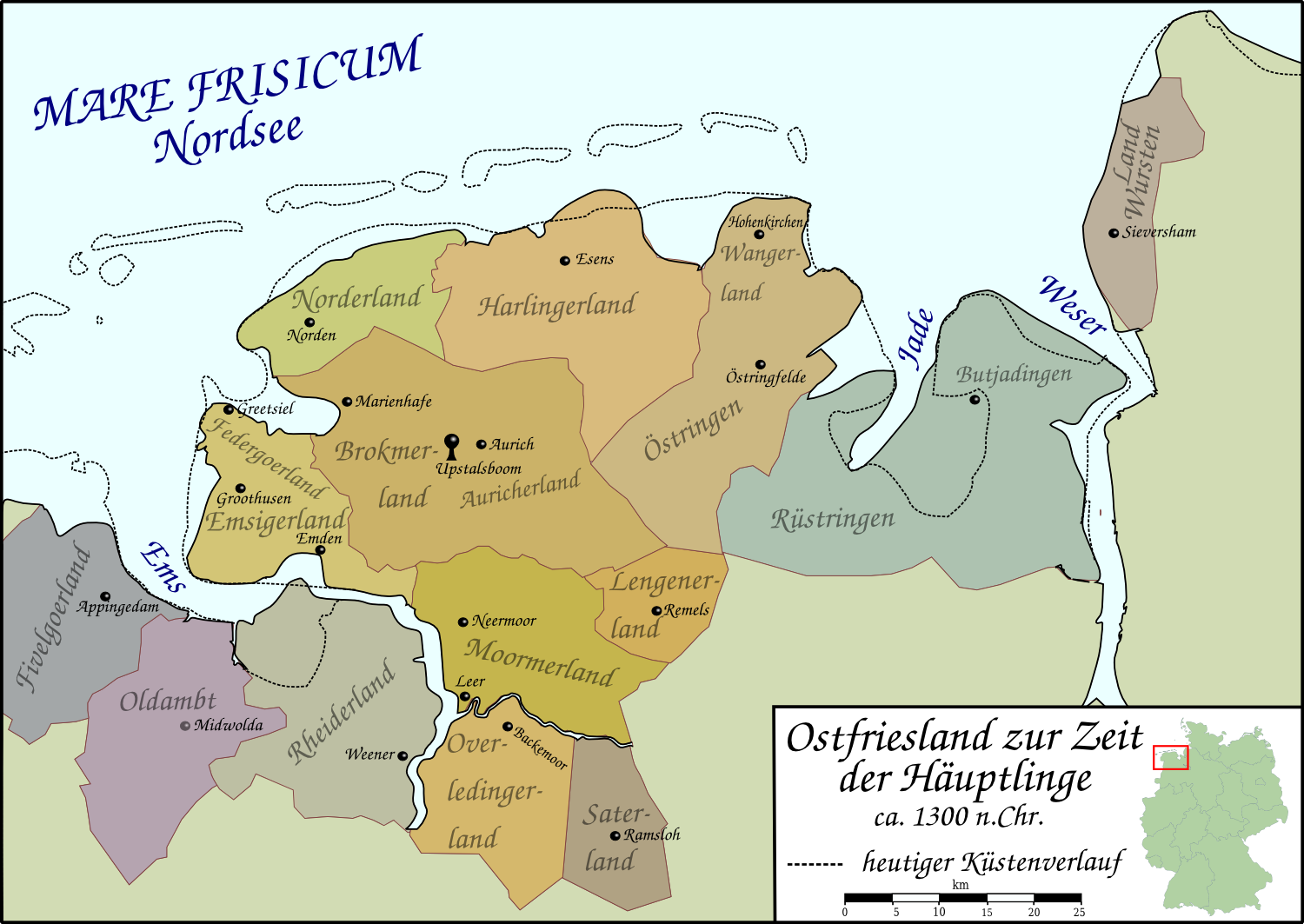
Восточная Фризия в период правления хофтлингов

Эдо Вимкен-старший (з.-фриз. Edo Wiemken de Aldere, нем. Edo Wiemken der Ältere; до 1382 — 1415) — восточнофризский хофтлинг (вождь) гау Эстринген и Рюстринген, а также Банта и Вангерланда.

## Биография
Эдо был сыном Вимеке или Вимке, который, вероятно, был одним из местным влиятельным вождей в Банте, районе Рюстрингена. Вимеке, вероятно, играл здесь довольно важную роль в середине XIV века. Согласно копии Бантского Миссала середины XVI века, в 1355 году его сын Эдо был избран общиной Рюстрингена лидером военной кампании против графов Ольденбургских. Эта информация сомнительна, по крайней мере, в том, что касается года, поскольку Эдо в 1355 году не был достаточно взрослым и не имел опыта или репутации, чтобы доверить ему управление обороной Рюстрингена. В противном случае он прожил бы дольше среднего. Предположение, что он был назначен вождём провинции в 1368 году для отражения войск Ольденбурга и Бременского архиепископства, вторгшихся в страну недалеко от Блексена, кажется маловероятным. Успешное для фризов сражение на Кольдеверфском поле под Атенсом, возможно, вели только бутъядингенцы, а не все рюстрингенцы.
Если придерживаться предположения, что Эдо был избран лидером обороны Рюстрингена против Ольденбурга, то более вероятным будет 1377 или 1378 год. Эдо называет себя вождём «verdendele to den Bante boven Yade» («владеющим Бантом на Яде») в первом упоминающем его документе от 30 мая 1384 года. В нём он фигурирует как союзник города Бремена, графа Конрада II Ольденбургского и хофтлинга Штадланда Диде Люббена против хофтлинга Эзенсхамма Хуссеко Хайена. Причиной этого союза со стороны Вимкена было чувство мести за его сестру, которую Хуссеко Хайен отверг как свою жену.
Амбиции Эдо выходили далеко за рамки Рюстрингена и Банта. Он участвовал в борьбе за власть между крупными и мелкими хофтлингами в Эстрингене и его окрестностях, который граничил на северо-западе с Рюстрингеном, и смог подчинить себе некоторые приходы в Эстрингене. Так примерно в 1387 году после убийства Поппика Инена Тиарксены из Инхаузена Эдо присвоил себе его замок Инхаузен с подчинённым ему приходом Сенгварден. В 1390-х годах он, вероятно, также недолгое время управлял Евером. Чтобы защитить свои владения, он, вероятно, построил первые укрепления в городе и, таким образом, стал основателем замка Евер. Кроме того, он укрепил своё политическое влияние, особенно в Бутъядингене, через семейные отношения, например, с его племянником Нанке Дюреном, вождём Альдессена, и с его зятем Люббе Зибетсом из Бурхафе, и с его братом Мемме из Вадденса. То есть, он прямо или косвенно контролировал большую часть Рюстрингена.
В качестве ещё одной крепости он построил в 1383 году тщеславно названный в его честь Эденбург, который позже был переименован в Зибетсбург его внучатым племянником и преемником на посту вождя Зибетом Папингой. Эденбург, который согласно Любекскому вердикту от 1432 года был «eyn mechtig slot» («неприступным замком»), находился недалеко от посёлка Шар, имевшего в то время прямой выход к Северному морю через Мадебухт.
Эдо Вимкен-старший, как и многие другие восточнофризские хофтлинги, много занимался пиратством. Возможно, уже в 1397 году, определённо в 1398 году, а иногда и позже, Эдо Вимкен предоставлял убежище пиратам. Если он видел в этом выгоду, то тоже принимал участие в пиратстве, как многие восточнофризские хофтлинги. Он был главным образом известен как покровитель «виталийских братьев», поэтому карательная экспедиция Ганзейского союза была в основном направлена против него: 4 июля 1398 года ему пришлось пообещать Любеку, Бремену и Гамбургу, что он прекратит покровительство виталийских братьев и изгонит их со своей территории.
В 1405 году в связи с ганзейско-голландской конфронтацией он попал в плен к голландцам, явно вследствие предательства. Было упомянуто, что в 1496 году он был заключён в тюрьму в Гааге почти на целый год и должен был быть выкуплен за 14000 золотых гульденов.
В 1408 году Эдо Вимкен объединился с графом Морицем Ольденбургским и другими хофтлингами Восточной Фризии, чтобы помешать городу Бремену построить Вредеборг возле Атенса. Однако предприятие потерпело неудачу.
В 1414 году Эдо довольно неохотно принял участие в изгнании Диде Люббена из Штадланда бременцами и ольденбуржцами.

## Семья и потомки
8 мая 1414 года он упоминается в последний раз в летописях. Поскольку его единственный сын Додеко от брака с Эттой фон Дангаст уже умер в 1391 году, его внук Зибет, сын Люббе Зибетса из Бурхафе и Фроувы, дочери Эдо Вимкена, стал его преемником на посту хофтлинга Банта.
Эдо Вимкен был также сводным дедушкой Хайо Харльды, сводным прадедом его сына Танно Дюрена и, таким образом, сводным прапрадедом Эдо Вимкена-младшего.